# Aguriahana shaanxiensis
Aguriahana shaanxiensis är en insektsart som beskrevs av Chou och Ma 1981. Aguriahana shaanxiensis ingår i släktet Aguriahana och familjen dvärgstritar. Inga underarter finns listade i Catalogue of Life.